# Iglesia Saint-Jean de Montmartre
La Iglesia Saint-Jean de Montmartre (en francés: Église Saint-Jean de Montmartre), también conocida como la Iglesia de San Juan el evangelista, es un templo católico ubicado en el barrio de Grandes-Carrières (París). Fue construida entre los siglos XIX y XX con el fin de satisfacer las necesidades religiosas de los habitantes de la colina de Montmartre. Sin embargo, los materiales utilizados para su construcción —el concreto y el acero— causaron gran desconfianza entre los habitantes, retrasando su construcción. Es por ello que es considerada como una de las pioneras de la arquitectura del XX, implementando de manera innovadora el hormigón armado para la construcción de iglesias.
El diseño estuvo a cargo de Anatole de Baudot, que influenciado por Viollet-le-Duc, decidió combinar ladrillos, cerámica y cubiertas metálicas para el exterior. La estructura de la iglesia fue creada en colaboración con Paul Cottancin, quien la dotó del sistema homónimo, dándole más resistencia. Mientras tanto, la fachada estuvo a cargo de Alexandre Bigot. Se encuentra emplazada sobre un pequeño terreno empinado —lo cual dificultó su construcción—, justo en frente de la Place des Abbesses. El 15 de marzo de 1966, fue inscrita como monumento histórico de Francia, y el 9 de septiembre de 2014, después de 48 años de espera, logró ser clasificada.                                                                                                   

## Antecedentes

### Avances arquitectónicos: el hormigón
Los avances del siglos XVIII y XIX, impulsados por la Revolución Industrial, supusieron la necesidad de nuevos materiales, resistentes y a bajo costo, para las grandes construcciones. El hormigón resultó ser, por tanto, el material ideal para los nuevos edificios (reemplazando a otros como la piedra, el metal o la madera). Sin embargo, su orígenes se remontan a la época del Imperio romano.
A lo largo del siglo XIX, sobre todo en Francia e Inglaterra, se dieron varios estudios sobre el hormigón romano —llamado opus caementicium—. Uno de sus primeros impulsores fue el arquitecto Eugène Viollet-le-Duc.

### Necesidad de una nueva iglesia
Al mismo tiempo, Montmartre (recientemente anexada a París) solo contaba con dos iglesias, Saint-Pierre de Montmartre y Notre-Dame de Clignancourt. La primera de las dos se encontraba situada en la cima de la colina, mientras que la otra en el extremo norte. Esto, junto al limitado espacio de la primera, supuso un problema para la feligresía que habitaban en la base —además, la zona estaba estaba sufriendo un crecimiento poblacional—, por lo cual surgió la necesidad de la construcción de una nueva iglesia que pudiera satisfacer las necesidades religiosas de los habitantes de la zona.
Ante la necesidad, el cura de la de Saint-Pierre de Montmartre planteó la posibilidad de la construcción de la construcción de una iglesia a medio camino entre su iglesia y la Iglesia de la Santa Trinidad —pues para ese entonces no existía ninguna— al cardenal Richard, arzobispo de París. 

## Historia

### Construcción

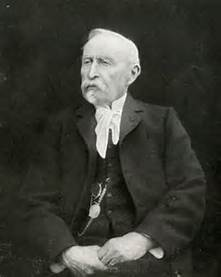
Anatole de Baudot hacia 1900.

En 1894 el cura de Saint-Pierre logró adquirir un pequeño terreno empinado por suscripción en la Rue des Abbesses para la creación de la nueva iglesia. Esto resultó ser un obstáculo para las formas tradicionales de construcción de la época, fue por ello (y por razones económicas) que se eligió a Anatole de Baudot como su arquitecto. Su propuesta, innovadora para su tiempo, resultó ser revolucionaria y a bajo costo —el hormigón armado—, e inspirada por el hierro fundido de su maestro, Viollet-le-Duc.

### Monumento histórico
El 9 de septiembre fue declarada monumento catalogado

## Diseño
El encargo de construcción de la iglesia y la patente del sistema Cottancin coincidieron, fue por ello
La aplicación del hormigón armado ofreció una amplia gama de posibilidades para su construcción, como estructura más delgadas (eliminando los muros de cargas y permitiendo la construcción de voladizos y ménsulas). Sin embargo, este material carecía de una articulación propia, fue por ello que se decidió alinearlo con ladrillos reforzados para aumentar su rigidez.

Detalles del exterior de la iglesia
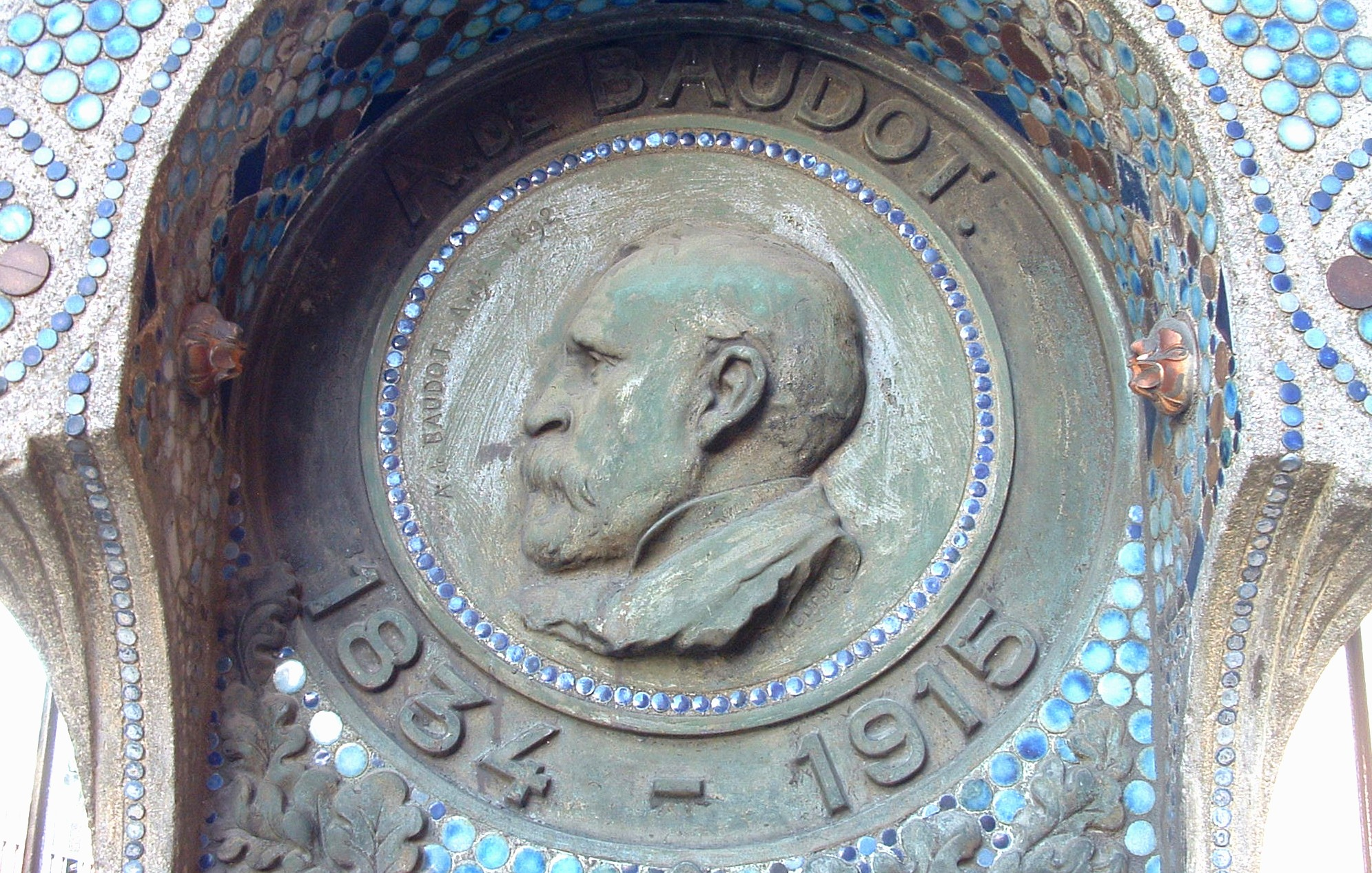
Placa conmemorativa en honor a Anatole de Baudot.
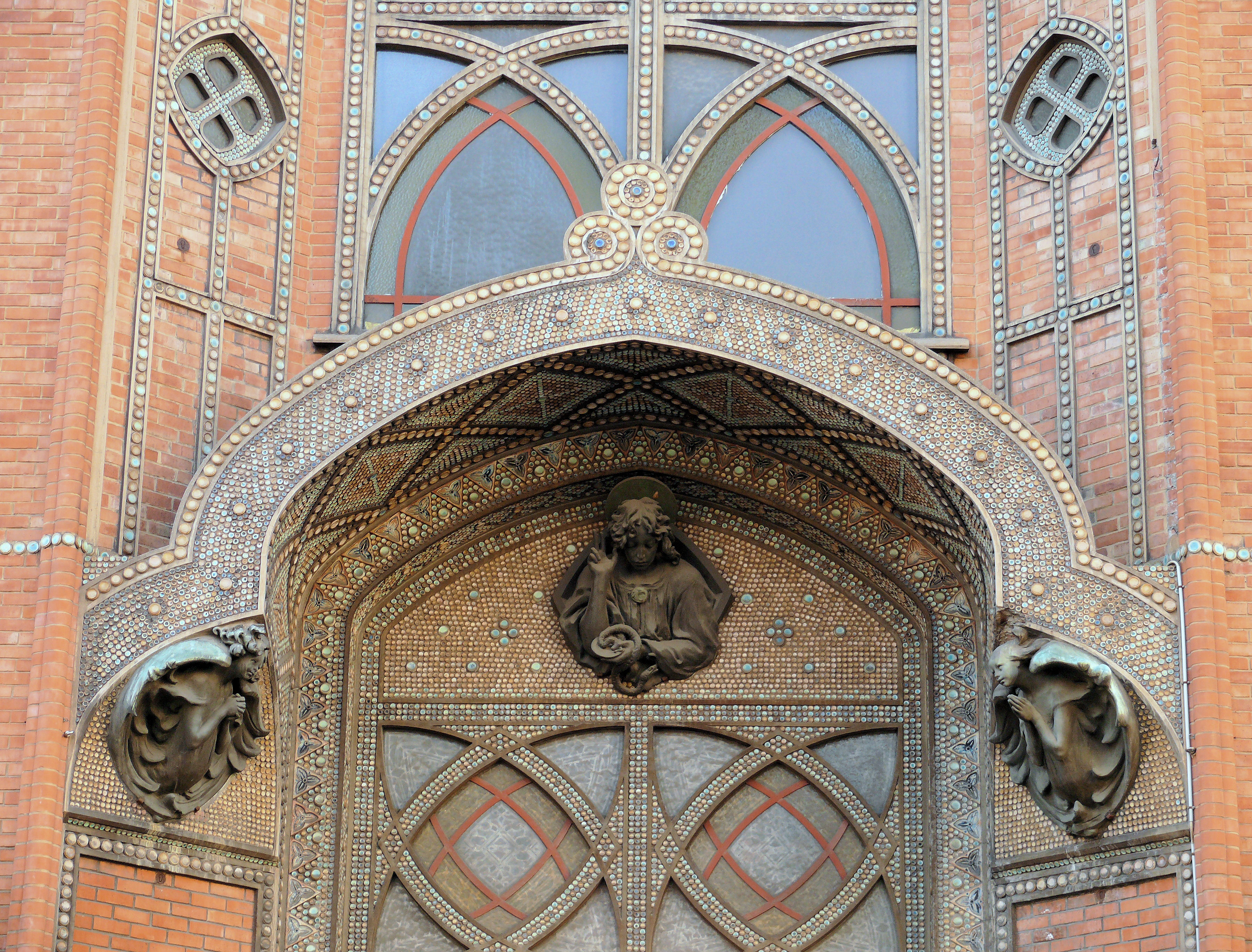
Detalle de la entrada
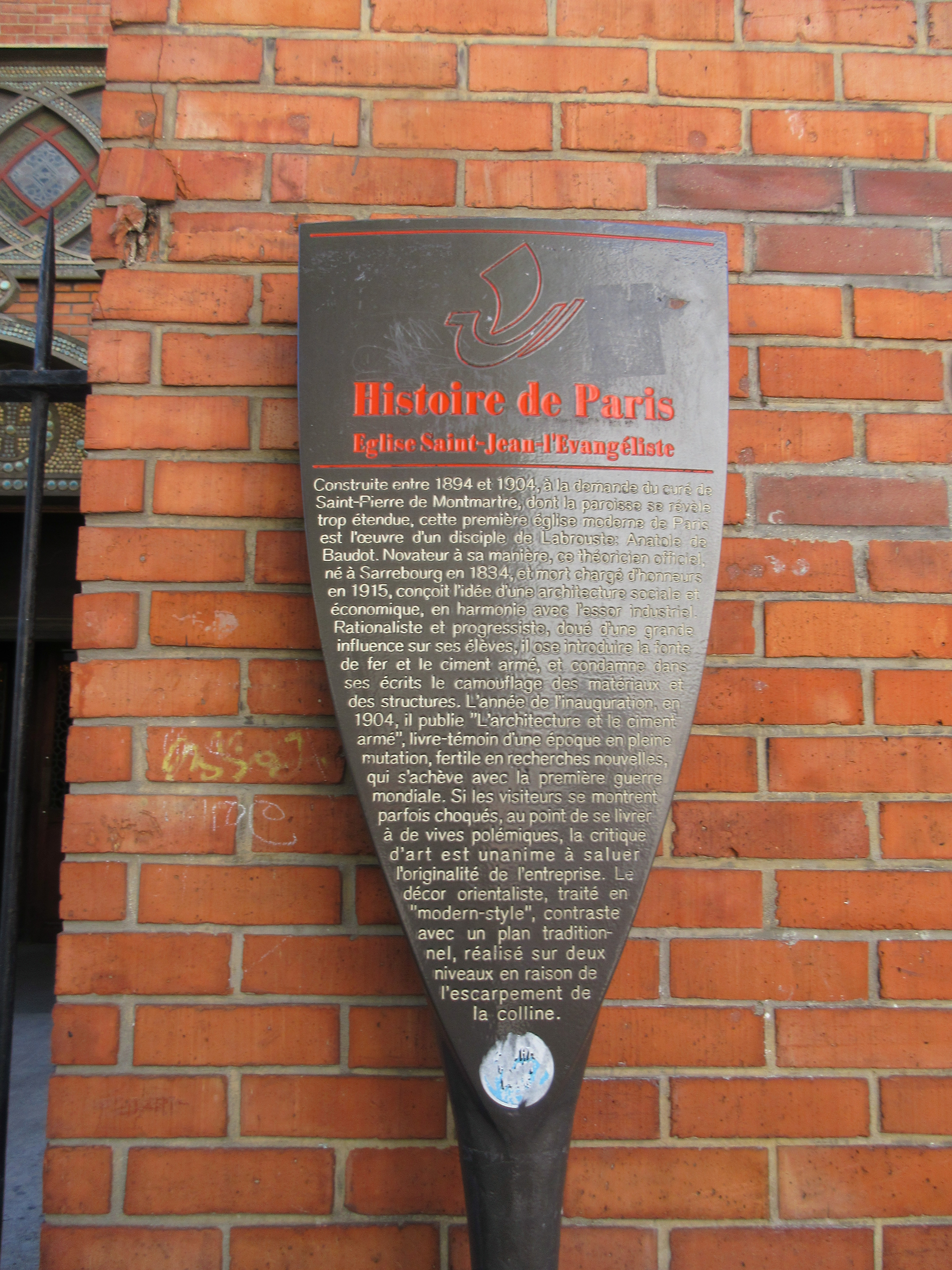
Placa Historia de París a las afueras de la iglesia.

Detalles del interior de la iglesia
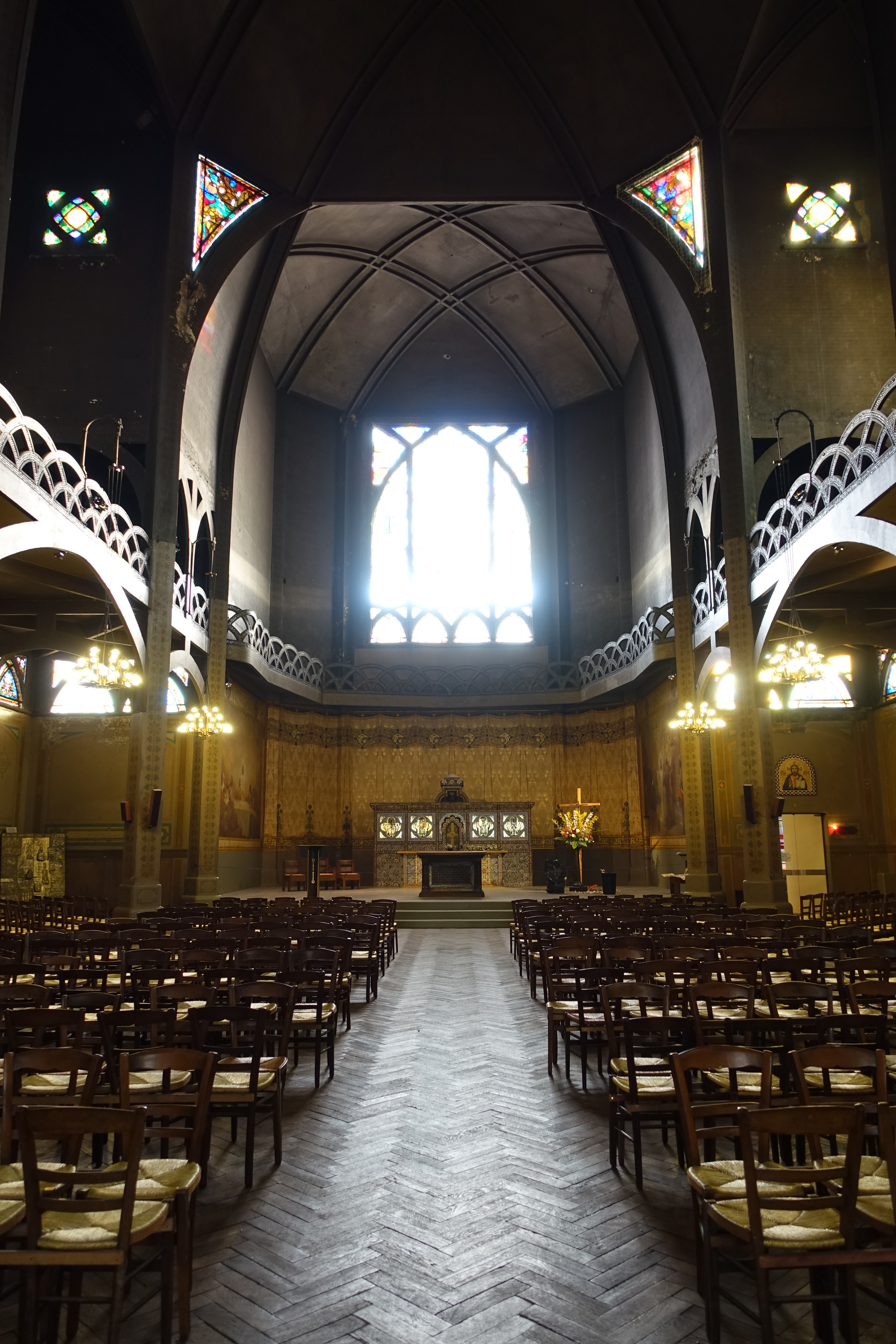
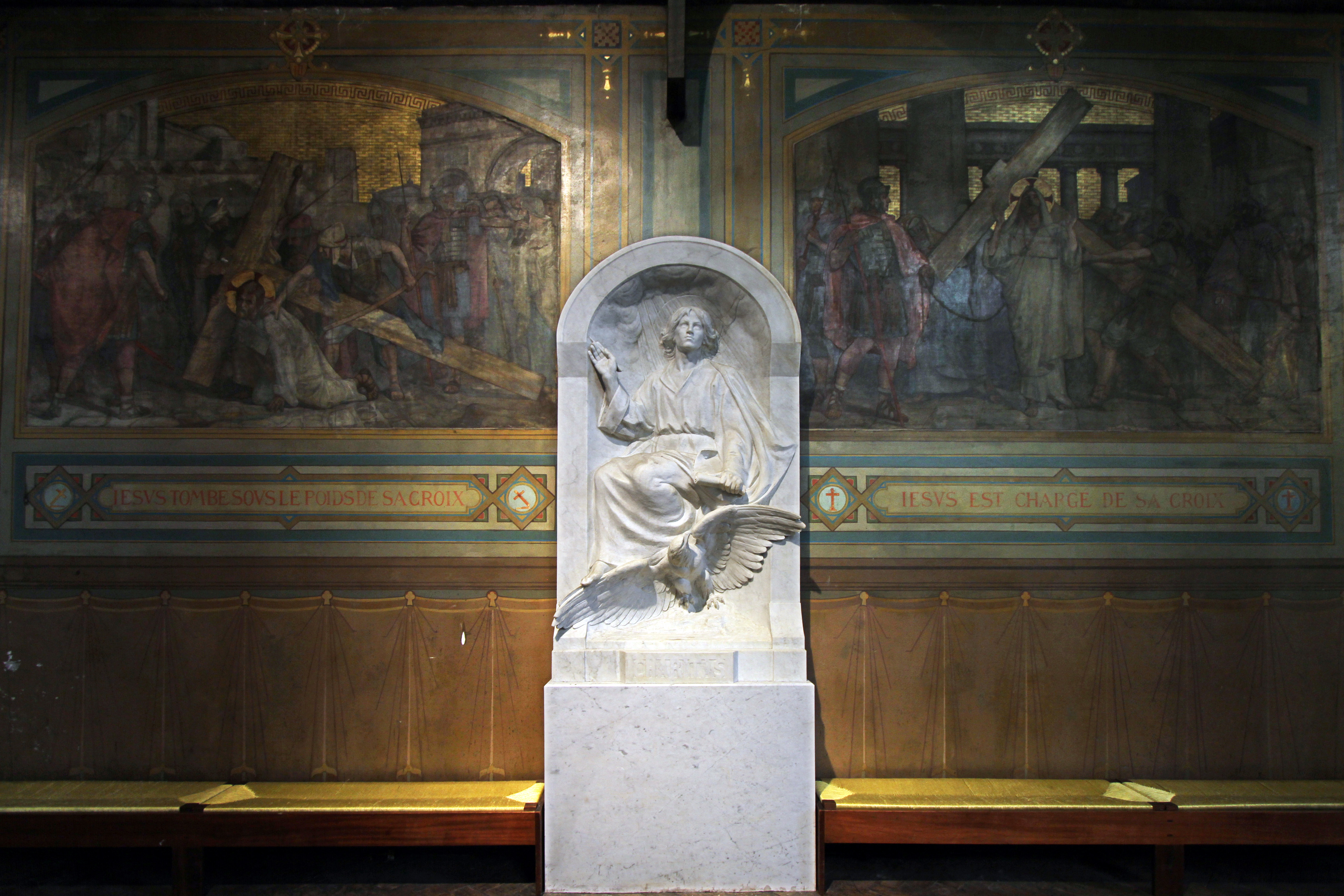
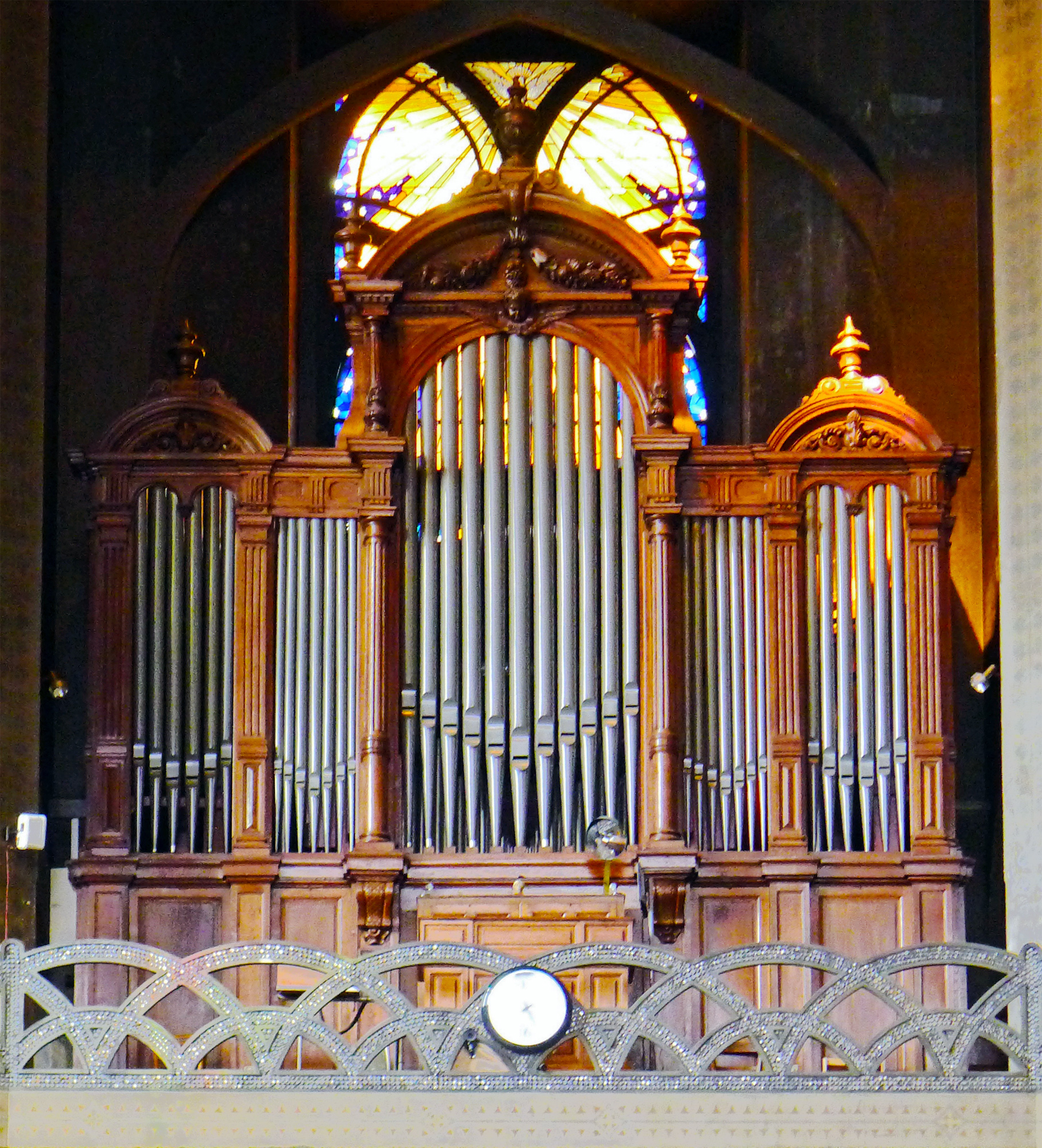